# Inter Airlines
Inter Havayolları, international auch Inter Airlines, war eine deutsch-türkische Charterfluggesellschaft mit Sitz in Antalya und Basis auf dem Flughafen Antalya.

## Geschichte
Inter Airlines wurde im Dezember 1999 gegründet und nahm am 4. April 2002 den Flugbetrieb mit einer neuen Boeing 737-800 auf. 
Am 13. November 2008 gab Inter Airlines die Einstellung des Flugbetriebs bekannt. Als Gründe wurden die globale Finanzkrise und der hohe Ölpreis genannt. Die drei Flugzeuge der Gesellschaft sollen an die Leasinggesellschaft zurückgegeben werden.

## Ziele
Inter Airlines flog vor allem für große europäische Reiseveranstalter von Deutschland, Dänemark und den Niederlanden in die Türkei.

## Flotte
Mit Stand August 2008, vor Einstellung des Flugbetriebs, bestand die Flotte der Inter Airlines aus drei Flugzeugen:
- 3 Airbus A321-200 (Luftfahrzeugkennzeichen TC-IEF, TC-IEG und TC-IEH)